# 吉霍德加利斯特奥
吉霍德加利斯特奥，是西班牙埃斯特雷马杜拉卡塞雷斯省的一个市镇。总面积64平方公里，总人口1763人（2001年），人口密度28人/平方公里。